# Damnagar
Damnagar è una suddivisione dell'India, classificata come census town, di 16 714 abitanti, situata nel distretto di Amreli, nello stato federato del Gujarat. In base al numero di abitanti la città rientra nella classe IV (da 10 000 a 19 999 persone).

## Geografia fisica
La città è situata a 21° 41' 60 N e 71° 31' 0 E e ha un'altitudine di 135 m s.l.m.

## Società

### Evoluzione demografica
Al censimento del 2001 la popolazione di Damnagar assommava a 16 714 persone, delle quali 8 806 maschi e 7 908 femmine. I bambini di età inferiore o uguale ai sei anni assommavano a 2 266, dei quali 1 213 maschi e 1 053 femmine. Infine, coloro che erano in grado di saper almeno leggere e scrivere erano 11 102, dei quali 6 447 maschi e 4 655 femmine.